# Vaddensen
Vaddensen ist ein Ortsteil der Gemeinde Clenze im niedersächsischen Landkreis Lüchow-Dannenberg.
Das Dorf liegt nordwestlich des Kernbereichs von Clenze und südlich der B 493.
Etwa 700 Meter südöstlich von Vaddensen liegen die Gräber 2 und 3 der Großsteingräber bei Braudel. Die beiden Grabanlagen der jungsteinzeitlichen Trichterbecherkultur sind etwa 100 Meter voneinander entfernt.

## Geschichte
Vaddensen war bis 1929 eine eigenständige Gemeinde im Kreis Lüchow. Seit dem 1. Juli 1972 ist Vaddensen Teil der Gemeinde Clenze.